# Fang Buttress
Fang Buttress (englisch für Eckzahnpfeiler) ist ein 650 m hoher Felssporn auf der Anvers-Insel im Palmer-Archipel westlich der Antarktischen Halbinsel. Er ragt westlich des Molar Peak am südlichen Ende der Osterrieth Range auf und dient bei der Querung des William-Gletschers als Landmarke.
Der Falkland Islands Dependencies Survey nahm zwischen 1955 und 1957 Vermessungen vor. Das UK Antarctic Place-Names Committee verlieh der Formation 1959 ihren deskriptiven Namen.